# Rejon kosowski
Rejon kosowski (ukr. Косівський район) – jednostka administracyjna Ukrainy, w składzie obwodu iwanofrankiwskiego. Głównym miastem jest Kosów.
Rejon został utworzony 17 lipca 2020 w związku z reformą podziału administracyjnego Ukrainy na rejony.

## Podział administracyjny rejonu
Rejon kosowski od 2020 roku dzieli się na terytorialne hromady:
- Hromada Kosów
- Hromada Kosmacz
- Hromada Kuty
- Hromada Rożnów
- Hromada Jabłonów